# Василевський Антон Кіндратович
Василевський Антон Кіндратович (нар. 9 квітня 1925, Хмельницький, Україна) — український економіст, доктор економічних наук (1989), професор (1990). Учасник Другої світової війни.

## Навчання
Закінчив Львівський торгово-економічний інститут в 1950 році.

## Діяльність
Працював у 1952—1966 рр. у Могилів-Подільському технікумі радянської торгівлі (Вінницька область) заступником директора з навчальної роботи.
Від 1967 р. — у Дніпропетровському університеті: 1989—1993 рр. — виконувач ообов'язки завідувача кафедри економічної теорії, з 2003 до 2009 рр. — професор кафедри міжнародних фінансів.

## Наукові дослідження
- методичні аспекти споживчої вартості продуктів праці;
- проблеми збалансованого розвитку економіки;
- ефективність і рентабельність підприємств[1].

## Праці
- Качество продукции и культура производства. Дн., 1972; (рос.)
- Потребительная стоимость, качество, цена, спрос. К.; Д., 1983; (рос.)
- Сбалансированное и пропорциональное развитие экономики — активный рычаг ускорения социально-экономического развития страны. Дн., 1989; (рос.)
- Экономическая ситуация в Украине и необходимость коррекции рыночных реформ. Дн., 1997; (рос.)
- Інвестиційна політика в Україні: Досвід, проблеми, перспективи. Д., 2003 (співавт.).